# Restauración en América

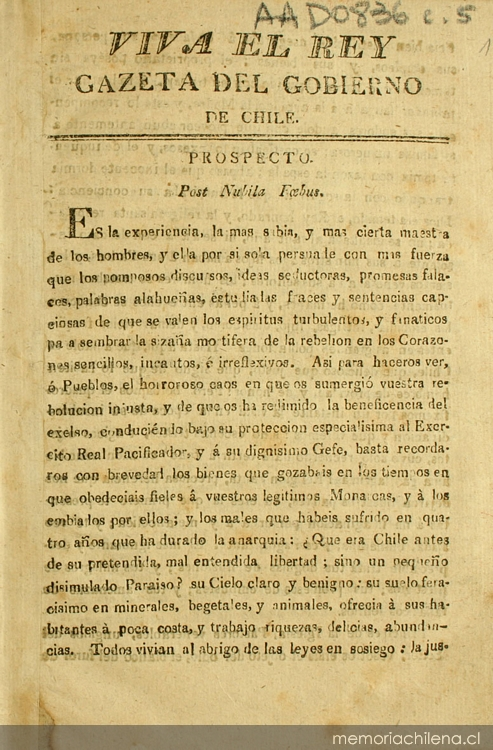
Viva el Rey: Gazeta del Gobierno.

La Restauración hace referencia al periodo durante el cual se emprendieron proyectos que pretendían restablecer el orden monárquico absolutista fernandino en América. Fue un fenómeno que atravesó todo el continente y tuvo importantes consecuencias en la ideología política de las emergentes naciones americanas.    
La Restauración del viejo orden fue posible gracias a que en los intereses monárquicos se unió el propósito de retornar al pasado y restablecer el orden que había sido dominante, con la visión de un nuevo comienzo que sería dictaminado por la voluntad del rey. Desde la visión restaurativa, el restablecimiento de la monarquía en América daría lugar a un periodo de prosperidad y era lo adecuado para que la región volviera a su estado anterior antes de la crisis monárquica, “una era de felicidad común”. Sin embargo, la restauración americana tuvo como desenlace el triunfo de las revoluciones independentistas, a diferencia de la experiencia restaurativa europea en donde la conclusión llegó con la instauración de regímenes monárquicos constitucionales.
La Restauración en América puede ubicarse entre 1814, con la vuelta al trono absoluto de Fernando VII, y acabar en 1825, cuando en Chile terminó el enfrentamiento de mapuches y realistas. En naciones como México y Colombia el proceso terminó pronto (a inicios de la década de 1820), pero las tensiones que persistieron en el cono sur mantuvieron la amenaza para el hemisferio por algunos años más. La influencia que tuvo este periodo se extendería años más tarde, puesto que el ambiente político de la región seguiría condicionado .
A pesar de que la historiografía tradicionalmente ha designado a este espacio temporal como Reconquista, el concepto Restauración resulta mucho más apropiado en términos analíticos para comprender los episodios que ocurrieron en este periodo y sus repercusiones, ya que permite estudiar aspectos fundamentales del proceso que son desconocidos en la lectura histórica nacional que el término "Reconquista" propone. Asimismo, es de gran importancia tener en cuenta que, a diferencia de la Reconquista, el uso del concepto Restauración sí reconoce que los acontecimientos de esta época hicieron parte de un proceso histórico más amplio "desencadenado por el fin del imperio napoleónico y el retorno de las casas dinásticas a los tronos europeos”. El cual, no solo tuvo lugar en Europa, sino también en América, África y Asia, pues estos espacios también hicieron parte de la corona imperial.
En consecuencia, el uso del concepto Restauración permite complementar los vacíos producidos en los análisis de la "reconquista", que encasillados en los mitos patrióticos han derivado en la poca abundancia de nuevas investigaciones sobre este periodo. Los estudios en perspectiva restaurativa dan cuenta de un panorama más grande de lo sucedido, crean oportunidades para repensar el fenómeno y para entender las posibilidades históricas que este implica. 

## Procesos de Restauración

### Chile

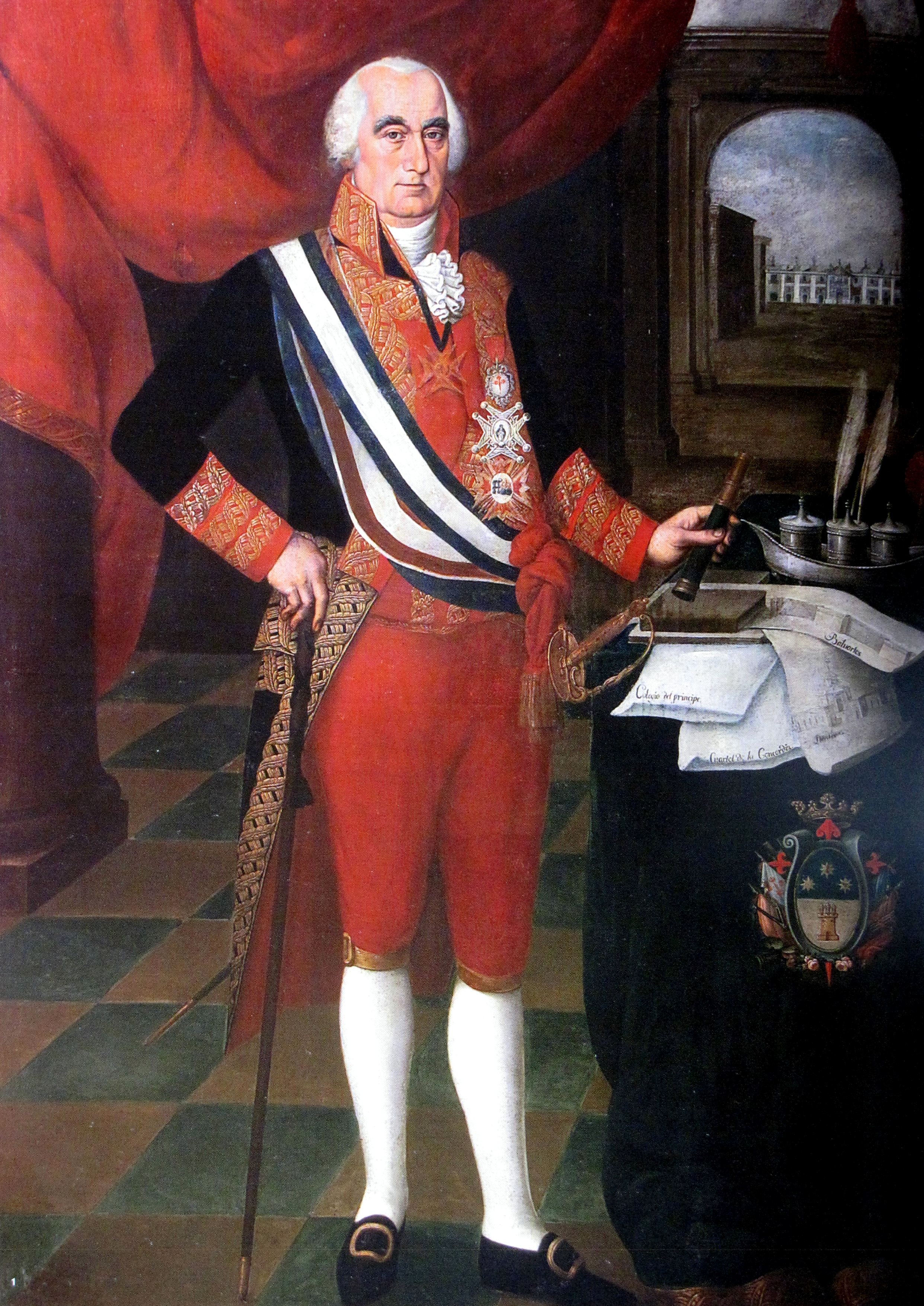
Fernando de Abascal, Virrey del Perú entre 1806 y 1816.

Tras la abdicación de Fernando VII y Carlos IV, en 1808, se produjo una crisis de legitimidad que se extendió por toda Hispanoamérica. En el caso de la Capitanía General de Chile se instaló una junta autónoma de gobierno en Santiago que seguía siendo leal al rey. Sin embargo, desde 1812 los revolucionarios autonomistas encontraron en Fernando de Abascal, virrey del Perú, un enemigo político que representaba un peligro para sus pretensiones.
Desde 1813 Abascal envió una primera expedición, al mando del General Antonio Pareja, a las provincias del sur de Chile, pues tenía que reaccionar ante la insubordinación chilena. Valdivia y Chiloé seguían fieles a la autoridad monárquica, por lo cual la expedición continuó rumbo a Concepción donde tomó el control de una importante parte de la provincia. Los patriotas reaccionaron rápidamente y se dirigieron a enfrentar a las tropas realistas, pero fueron derrotados en la batalla de Yerbas Buenas. No obstante, Pareja enfermó y tuvo que reencontrarse con sus fuerzas en Chillán. Entonces, el virrey del Perú envió una segunda expedición a cargo del General Gabino Gainza, quien avanzó presurosamente en dirección al norte, donde las fuerzas patriotas detendrían su avance en las acciones del Quilo y Membrillar, lo que daría lugar a la firma del Tratado de Lircay el 3 de mayo de 1814.
José Miguel Carrera, reconocido líder militar patriota, quien había sido tomado prisionero cerca de Chillán se escapó de los realistas y volvió a Santiago, donde derrocó a la Junta de turno a mediados de 1814. No obstante, Bernardo O´Higgins no aprobó tal conducta y avanzó con sus tropas hacia la capital, con el objetivo de derrotar a Carrera. Tras algunos encuentros esporádicos, se enteraron de que el virrey había rechazado el Tratado de Lircay y que enviaba a Chile una tercera expedición bajo el mando del General Mariano Osorio que pretendía someterlos bajo el dominio del imperio. Las divisiones patriotas se reconciliaron y enfrentaron juntas a las fuerzas realistas entre el 1 y 2 de octubre de 1814 en la batalla de Rancagua Empero, serían derrotadas y se fueron obligadas a exiliarse en Mendoza, al otro lado de los Andes. Mariano Osorio, jefe militar realista asumió el mando bajo el título de Gobernador. En ese sentido, la campaña contrarrevolucionaria emprendida por Fernando de Abascal había tenido éxito y, por tanto, fueron abolidas las iniciativas republicanas que Carrera y O’Higgins habían desarrollado. De este modo, se restauraron las instituciones gubernamentales, administrativas y judiciales de la Colonia. Además, los patriotas fueron reprimidos de diversas formas, a algunos se les confiscación sus bienes o se les obligó a pagar préstamos forzosos, otros fueron desterrados de Santiago y se les remitió al archipiélago de Juan Fernández.

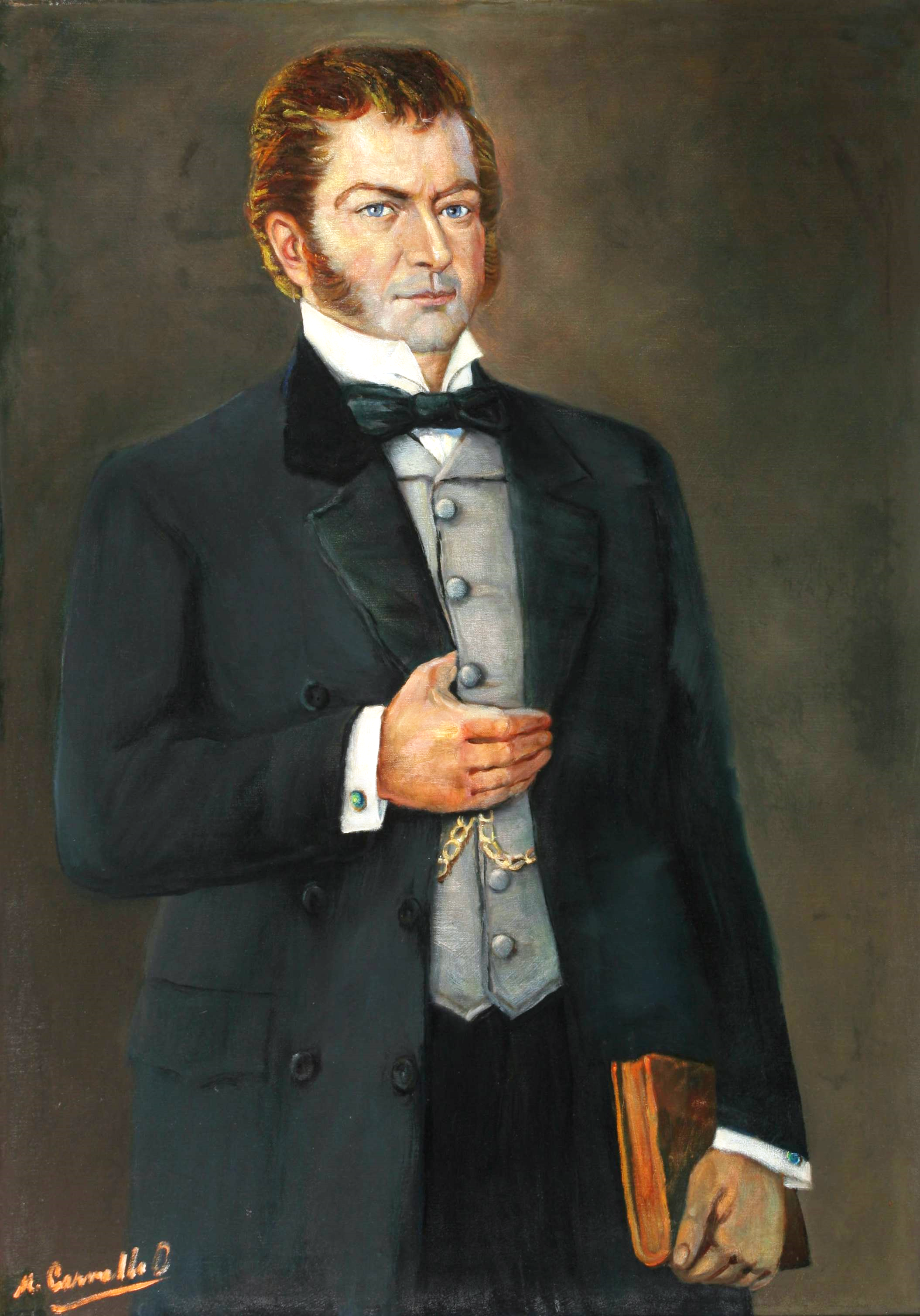
Bernardo O'Higgins.

En diciembre de 1815 asumiría como nuevo gobernador Marcó del Pont. Durante su gobierno resurgieron las actividades revolucionarias alentadas por José de San Martín y O'Higgins quienes estaban preparando un nuevo ejército. La resistencia a la restauración española y la certeza de los preparativos de las fuerzas independentistas, hicieron que del Pont incrementara sus medidas de vigilancia y de represión, lo que a su vez provocó el desprestigio de su gobierno y una gran simpatía por la causa patriota entre la población chilena. El Ejército de los Andes cruzó la cordillera “entre finales de enero y principios de febrero de 1817, lo que les permitió tomar Santiago y sus alrededores después de la batalla de Chacabuco (12 de febrero de 1817).

Ahora bien, a pesar de que se tiende a creer que hasta este momento llegaron las pretensiones de Restauración monárquica, en realidad, al igual que ocurrió después de la batalla de Rancagua, la guerra continuó su curso en el sur, ya que todavía era posible que las autoridades virreinales peruanas de Fernando VII se afianzaran en territorios como Valdivia y Chiloé. Así, se inició la etapa de la Guerra a Muerte en donde se darían las batallas finales para terminar con las pretensiones restaurativas en territorio chileno. Con lo cual, las tensiones sobre la restauración perduraron mucho más en el tiempo, llegando incluso hasta bien entrada la década de 1820, y configura un error considerar que el proceso restaurativo en Chile terminó completamente en 1817. De hecho, esto puede comprobarse en la Gazeta Ministerial de Chile de 1821,allí queda claro que la necesidad de terminar con las aspiraciones de reconquista todavía seguía latente. Este aspecto es fundamental pues devela las complejidades implicadas en el fenómeno de la Restauración en América.

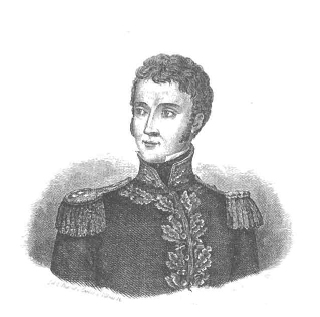
Juan José Carrera.
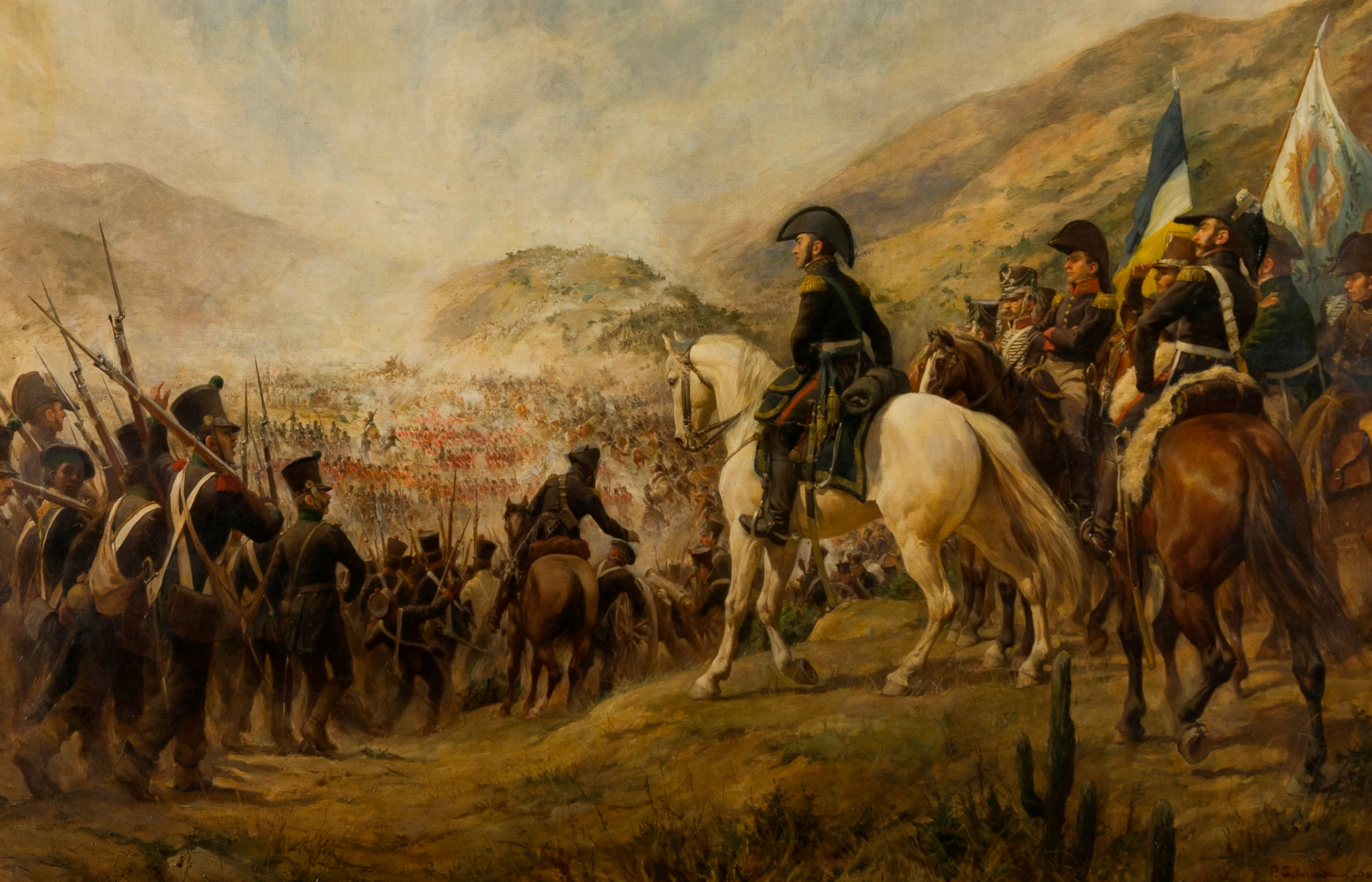
Batalla de Chacabuco.
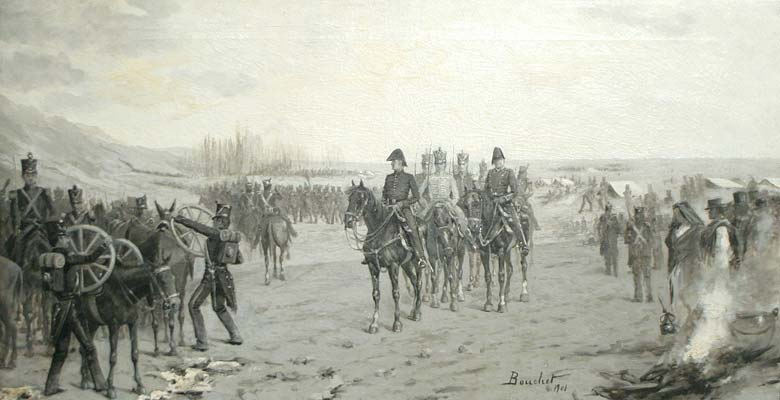
Ejército de los Andes.
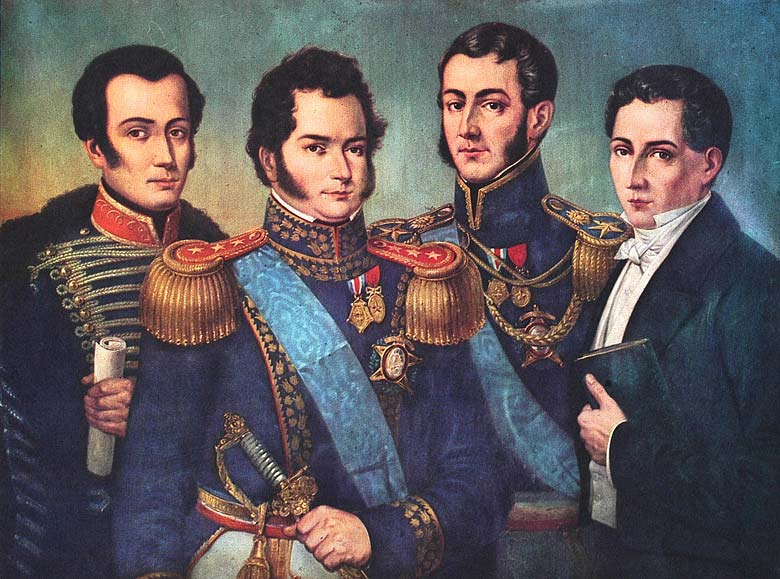
Los Fundadores (José Miguel Carrera, Bernardo O'Higgins, José de San Martín, Diego Portales).
- Proclamación de la Independencia de Chile.

### Nueva Granada

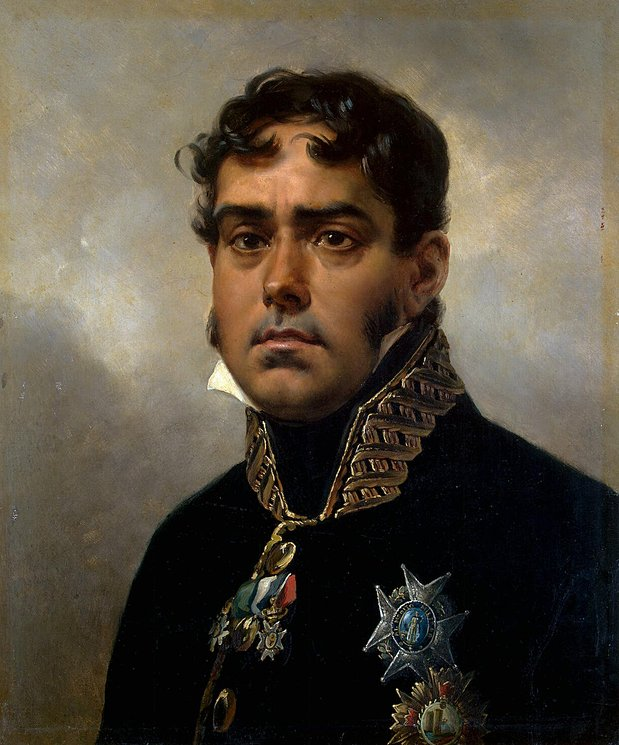
Pablo Morillo, "El pacificador".

Durante los años previos a la llegada del Ejército Expedicionario al Nuevo Reino de Granada se habían producido ejecuciones simbólicas de la figura del rey, como el acuchillamiento, fusilamiento o quema de sus retratos. Estos "asesinatos" simbólicos eran síntomas de una radicalización de la revolución y mostraban que el compromiso revolucionario estaba alcanzando diferentes poblaciones, "La restauración significaba ante todo la posibilidad de recomponer el ídolo maltrecho y de asignarle nuevamente el lugar preeminente que había ocupado en el pasado".
La invasión napoleónica a la península ibérica también provocó una crisis en el Nuevo Reino, al igual que el resto del imperio los neogranadinos optaron "por desconocer la legitimidad de la nueva dinastía y acataron como soberano interino a la Junta de Sevilla en 1808 y a la Junta Central el año siguiente". No obstante, con la creación del Consejo de Regencia en Cádiz comenzó la revolución neogranadina. El 20 de julio de 1810 la capital del Reino creó su propia junta y depuso 5 días después al virrey. El 27 de noviembre de 1811 se firmaría en Santa Fe el Acta de Federación que dio origen a las Provincias Unidas de Nueva Granada, aunque la capital no había firmado y se había convertido en el Estado de Cundinamarca fue incorporada a la Unión por las tropas de la confederación a finales de 1814.
Con su retorno al trono, Fernando VII, decidió combatir las disidencias americanas y envió una expedición de 10000 hombres confiada a Pablo Morillo. La cual, zarpó en febrero de 1815 desde Cádiz. En julio de 1816, tras haber "pacificado" la Isla Margarita y sitiado Cartagena, la expedición logró aniquilar la revolución en el Reino. En ese sentido, vale la pena resaltar  que la Restauración en Nueva Granada no inició precisamente con la llegada de las tropas de Morillo, como tradicionalmente se ha interpretado, sino cuando se "hizo palpable el retorno de Fernando VII al trono español.

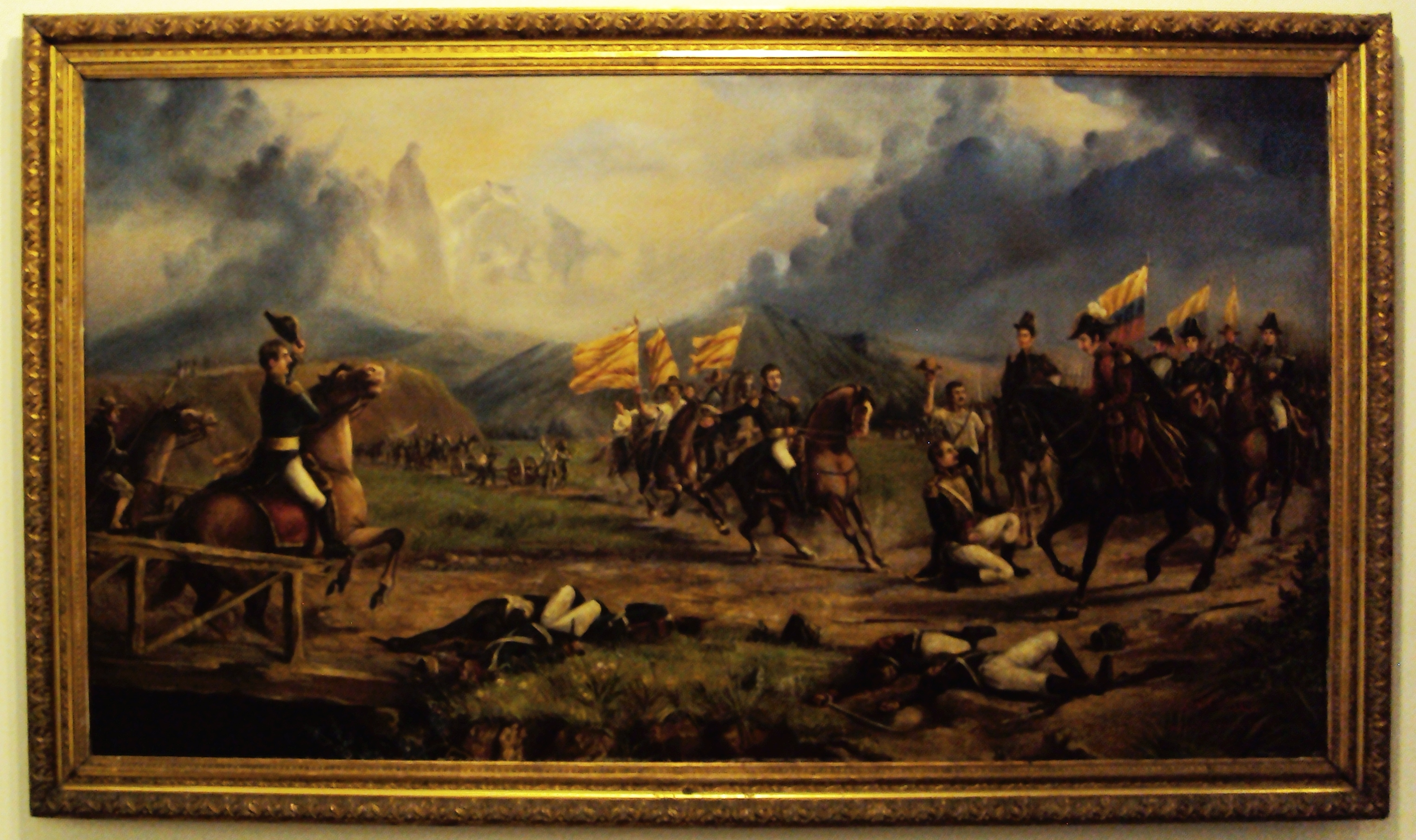
Representación de la Batalla de Boyacá realizada por J. W. Cañarete. Museo Nacional de Colo
mbia.

Tras el regreso de las autoridades fernandinas se abrió un debate sobre el sentido que el proyecto restaurador debía tomar. Por un lado, el Capitán Francisco de Montalvo, Vicente Sánchez de Lima (Gobernador en Antioquia), José Solís (Gobernador en Popayán) y la Audiencia de Santa Fe querían limitar medidas penas punitivas, expedir indultos amplios y retornar a la justicia ordinaria mediante una militarización controlada del país. No obstante, por otro lado, Morillo decidió recurrir a cadalsos,confiscaciones de bienes y juicios que derivaban en multas o condenas de servicio en las tropas realistas para los señalados.
De esta forma, la Restauración en el nuevo Reino de Granada se caracterizó por estar llena de Violencia. "De acuerdo con impresos oficiales que mandó elaborar el mismo Morillo , durante el segundo semestre de 1816 fueron ajusticiados 102 revolucionarios en el Nuevo Reino. Generalmente, estos parecían fusilados, y no era raro que se colgaran sus cuerpos exánimes de horcas para escarmiento de los vecinos, o que se desmembraran para exhibir brazos y cabezas durante meses en escarpias y jaulas de hierro ubicadas en lugares concurridos". Así, a diferencia de la Restauración en Países Bajos o Francia, en el Nuevo Reino la violencia y la militarización fueron aspectos centrales. Finalmente, la campaña libertadora apoyada por diversos actores decantó la situación a favor de los patriotas y el  fin del régimen restaurado en Nueva Granada llegó tras la Batalla de Boyacá, el 7 de agosto de 1819. De todas formas, el accionar de Morillo en América continuó por un tiempo más como se puede apreciar en algunos de sus Bandos y epístolas de 1820, pero el tiempo consolidó el proyecto republicano.
Como señala el historiador colombiano Daniel Gutiérrez, caracterizar el periodo comprendido entre la ofensiva del general Francisco de Montalvo contra la provincia de Cartagena en 1815 y la evacuación de las autoridades virreinales de Santa Fe en agosto de 1819 en términos meramente patrióticos, popularmente integrados en el concepto de Reconquista, implica  una visión muy parcializada del fenómeno. Así pues, la investigación histórica se ha visto limitada, pero integrar una nueva visión como la Restauración al panorama  permite aproximaciones más amplias de lo ocurrido.

Escudo de armas de las Provincias Unidas del Río de la Plata.

### Provincias Unidas del Río de la Plata
El fenómeno de la Restauración en América también se manifestó en las Provincias Unidas del Río la Plata, pues a pesar de que en esta zona la revolución no enfrentó grandes desafíos, "la Restauración fue un fantasma que amedrentó y modificó las certezas de los líderes de la transformación política". En 1814 llegó a Buenos Aires la noticia de que un poderoso ejército proveniente de la península se estaba acercando, era la expedición de Pablo Morillo cuyo destino realmente era Venezuela y la Nueva Granada. Sin embargo, mientras no se supo su verdadero objetivo, la Restauración fue considerada como una posibilidad y los revolucionarios establecieron complejas redes diplomáticas con los agentes de Fernando VII y Portugal. .
El 25 de mayo de 1810, los revolucionarios rioplatenses tomaron del poder y formaron una Junta de Gobierno en Buenos Aires. Expulsaron a todos los funcionarios coloniales y dejaron de obedecer a cualquier autoridad metropolitana para conducirse de forma autónoma, mientras Fernando VII recuperaba el trono. Estos revolucionarios pretendían que el resto del Virreinato del Río de la Plata se uniese a su decisión y que las provincias enviasen diputados para integrar la Junta. Aunque varias de las ciudades virreinales se suscribieron a la propuesta, en Montevideo, Asunción de Paraguay, Córdoba y el Alto Perú los contrarrevolucionarios fueron quienes se impusieron y se declararon leales al Consejo de Regencia Peninsular. No obstante, estos proyectos fracasaron con el paso del tiempo. Desde 1814, se produjo una ruptura entre las identidades patriota y realista que pasaron a estar enfrentadas constantemente. La coyuntura en  las Provincias Unidas del Río de la Plata estuvo llena de tensiones, pues hubo fidelistas durante toda esta época, que contaron con mala fortuna y tuvieron que emigrar constantemente. En 1816 los portugueses invadieron la Banda Oriental y esta ocupación tendría un efecto similar al de las expediciones de Morillo al norte de Suramérica, pues "aunque no devolvía la región a la órbita española, sí la colocaba otra vez dentro de un orden monárquico y frenaba el avance de las demandas sociales que los paisanos artiguistas impulsaron en los años previos. Una buena parte de la elite de Montevideo, inclusive, saludó con entusiasmo la entrada del ejército de Lecor a la ciudad en enero de 1817. Se trataba, pese a todo, de una victoria contrarrevolucionaria en el corazón del Río de la Plata.
De esta forma, el fracaso de la contrarrevolución local, la decisión de enviar la expedición de Morillo a Venezuela y la incapacidad de los emisarios reales de persuadir a los bloques revolucionarios de volver a ser fieles a Fernando  VII, influyeron en que la Restauración no tuviese éxito en el Río de la Plata, a diferencia de lo ocurrido en Chile o Nueva Granada. Sin embargo, el carácter continental de la Restauración hizo que, aun fracasando, el fenómeno restaurativo tuviera efectos decisivos en el territorio rioplatense.